# 아르다마가다 프라크리트어
아르다마가다 프라크리트어는 중세 인도아리아어군 언어로 오늘날의 비하르주 및 우타르프라데시주 지역에서 사용되었으며, 일부 초기 불교 및 자이나교 연극에서 사용된 것으로 생각된다. 이 언어는 팔리어와 후에 수라세나 프라크리트어와 관련된 중부 인도아리아어일 가능성이 높다. 동힌디어군은 아르다마가다어를 기원으로 한다.
상좌부 불교 전통에서는 오랫동안 팔리어가 마가다어와 동의어라고 여겨왔으며, 문자 그대로 '반 마가다어'인 아르다마가다어와도 많은 유사점이 있다. 아르다마가다어는 자이나교 학자들에 의해 두드러지게 사용되었으며, 자이나교 아가마에 보존되어 있다. 고타마 붓다와 마하비라 모두 마가다 지역에서 설교했다.
아르다마가다어는 팔리어와 비슷한 점에서 후기 마가다 프라크리트어와 다르다. 예를 들어, 아르다마가다어는 [l]이 [r]로 바뀐 후기 마가다어와는 달리 역사적 [l]을 보존하고 있다. 또한 명사 굴절에서 아르다마가다어는 많은 미터법 위치에서 마가다 프라크리트어의 [-e] 대신 어미[-o]를 표시한다.

## 같이 보기
- 마가다 프라크리트어
- 팔리어